# Tetradenia
Tetradenia es un género con 20 especies de plantas con flores perteneciente a la familia Lamiaceae. Es originario de  Eritrea al sur de África y Madagascar.

## Especies
- Tetradenia bainesii (N.E.Br.) Phillipson & C.F.Steyn, Adansonia, III, 30: 181 (2008).
- Tetradenia barberae (N.E.Br.) Codd, Bothalia 14: 178 (1983).
- Tetradenia brevispicata (N.E.Br.) Codd, Bothalia 14: 179 (1983).
- Tetradenia clementiana Phillipson, in Fl. Madag. 175: 87 (1998).
- Tetradenia cordata Phillipson, in Fl. Madag. 175: 77 (1998).
- Tetradenia discolor Phillipson, Adansonia, III, 30: 183 (2008).
- Tetradenia falafa Phillipson, in Fl. Madag. 175: 81 (1998).
- Tetradenia fruticosa Benth., Edwards's Bot. Reg. 15: t. 1300 (1830).
- Tetradenia galpinii (N.E.Br.) Phillipson & C.F.Steyn, Adansonia, III, 30: 184 (2008).
- Tetradenia goudotii Briq., Bull. Herb. Boissier 2: 132 (1894).
- Tetradenia herbacea Phillipson, in Fl. Madag. 175: 88 (1998).
- Tetradenia hildeana Phillipson, in Fl. Madag. 175: 78 (1998).
- Tetradenia isaloensis Phillipson, in Fl. Madag. 175: 77 (1998).
- Tetradenia kaokoensis Van Jaarsv. & A.E.van Wyk, Bothalia 33: 107 (2003).
- Tetradenia multiflora (Benth.) Phillipson, Adansonia, III, 30: 187 (2008).
- Tetradenia nervosa Codd, Bothalia 15: 5 (1984).
- Tetradenia riparia (Hochst.) Codd, Bothalia 14: 181 (1983).
- Tetradenia tanganyikae Phillipson, Adansonia, III, 30: 192 (2008).
- Tetradenia tuberosa T.J.Edwards, S. African J. Bot. 72: 204 (2006).
- Tetradenia urticifolia (Baker) Phillipson, Adansonia, III, 30: 194 (2008).